# Rejon gdowski
Rejon gdowski (ros. Гдовский район) – jednostka administracyjna wchodząca w skład obwodu pskowskiego w Rosji.
Centrum administracyjnym rejonu jest miasto Gdow, a główne rzeki to Żełcza, Gdowka, Plussa i Czerma. W granicach rejonu usytuowane są centra administracyjne wiejskich osiedli: Dobruczi, Plesna, Jamm, Samołwa, Spicino, Czerniowo, Juszkino.